# Monitory rzeczne typu Mihail Kogălniceanu
Monitory rzeczne typu Mihail Kogălniceanu (projektu 1316) – seria rumuńskich monitorów rzecznych z przełomu XX/XXI wieku, używanych w składzie Rumuńskich Sił Morskich na Dunaju.

## Historia
Od lat 70. XIX wieku Rumunia utrzymywała flotyllę rzeczną na Dunaju, który jest żeglowną na całej długości drogą wodną o strategicznym znaczeniu, a jednocześnie na części biegu stanowił granicę Rumunii z innymi krajami. Najsilniejszymi okrętami na Dunaju były opancerzone monitory rzeczne. Pierwszymi rumuńskimi jednostkami tej klasy były cztery monitory typu Ion C. Bratianu z początku XX wieku, o wyporności 680 ton, które wraz z trzema monitorami z podziału marynarki Austro-Węgier, służyły do lat 60. W międzyczasie do flotylli dunajskiej wcielono szereg mniejszych okrętów rzecznych, głównie patrolowych. Specyficzne warunki geograficzne Rumunii spowodowały, że nie zrezygnowano jednak z budowy rzecznych okrętów artyleryjskich, uważanych już na świecie za anachronizm. W latach 80, pod koniec rządów komunistycznego dyktatora Nicolae Ceaușescu, podjęto projektowanie nowych rzecznych okrętów pancernych, z których pierwszymi były kutry pancerne typu Brutar (oznaczenie NATO), uzbrojone w armatę kalibru 100 mm. Po ich zaprojektowaniu przystąpiono do budowy jeszcze większych okrętów rzecznych, które otrzymały tradycyjne miano monitorów (rum. monitorul, l.mn. monitoare).
Budowę okrętów zlecono stoczni marynarki w Drobeta-Turnu Severin. Zbudowano trzy jednostki projektu 1316, znanego od pierwszego okrętu jako typ Mihail Kogălniceanu, którym nadano nazwy noszone już przez wcześniejsze monitory. Oprócz wszechstronnego uzbrojenia, miały pełnić rolę okrętów sztabowych dywizjonów. Okręty te ukończono i oddano do służby już po obaleniu rządów komunistycznych, w latach 1993–1996.

## Okręty
| Nazwa okrętu (nr burtowy) | Położenie stępki | Wodowanie | Wejście do służby |
| ------------------------- | ---------------- | --------- | ----------------- |
| Mihail Kogălniceanu (45)  | ?                | ?         | 19 grudnia 1993   |
| Ion C. Brătianu (46)      | ?                | ?         | 28 grudnia 1994   |
| Lascar Catargiu (47)      | ?                | ?         | 22 listopada 1996 |

## Opis

### Opis ogólny i architektura

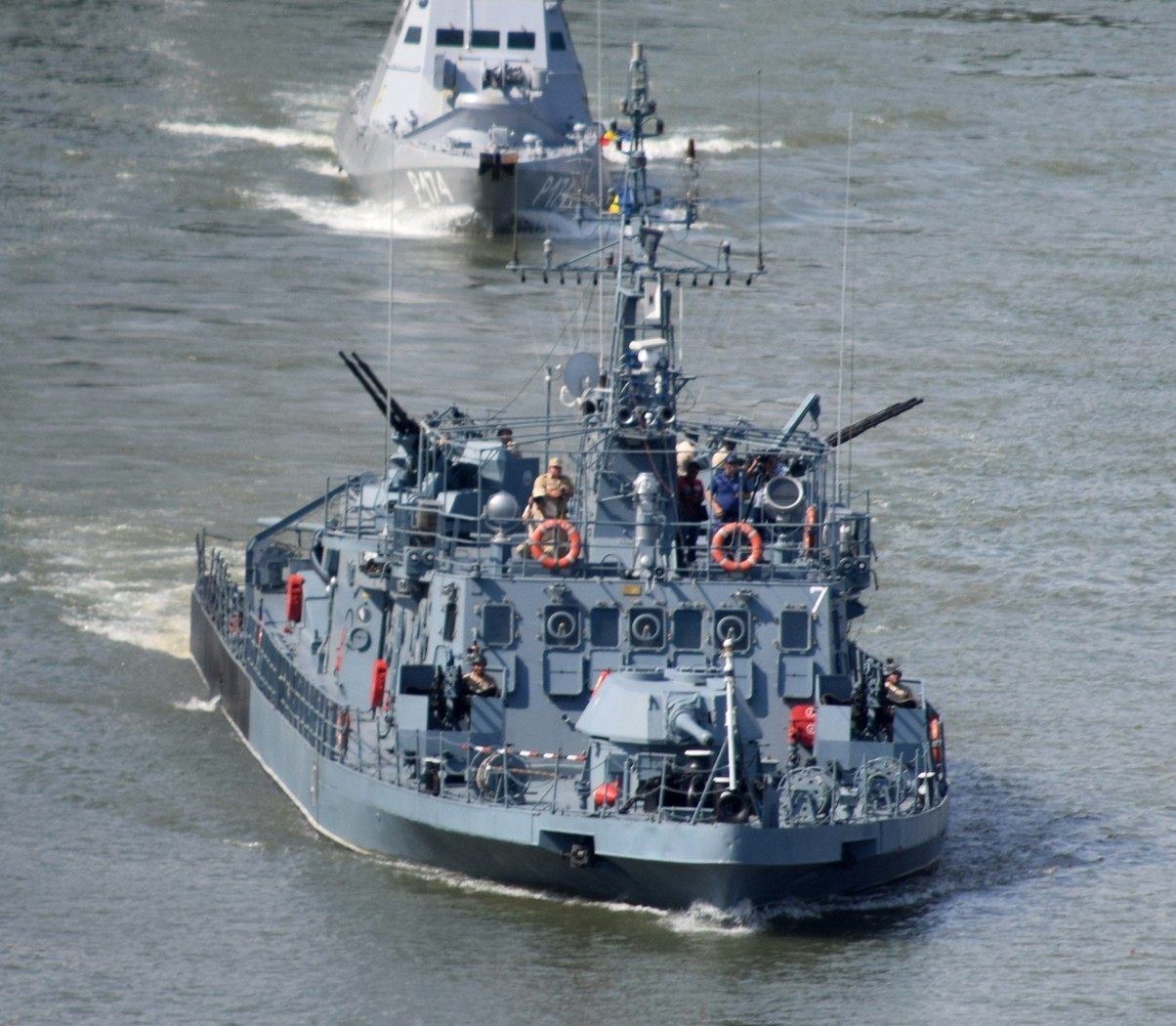
Monitor „Lascar Catargiu” od dziobu

Okręty mają typowy dla jednostek rzecznych szeroki kadłub gładkopokładowy o niskich burtach. Na pokładzie dziobowym i rufowym umieszczone są wieże armat kalibru 100 mm. Przez całe śródokręcie ciągnie się długa i wysoka w porównaniu z burtami jednokondygnacyjna nadbudówka, mieszcząca w przedniej części pomost nawigacyjny, a dalej pomieszczenia mieszkalne, sztabowe, łączności i inne. Na dachu pomostu nawigacyjnego jest odkryty mostek i maszt kratownicowy z pomieszczeniem u podstawy. W tylnej części nadbudówki są chowane dwie wyrzutnie niekierowanych pocisków rakietowych. Kadłub jest od wewnątrz ekranowany pancerzem o nieujawnionej grubości. Opancerzona jest też wieża dowodzenia, a okna pomostu nawigacyjnego są zakrywane pokrywami pancernymi.
Wyporność standardowa wynosi 522 tony, a pełną 575 ton. Długość całkowita wynosi 52 m, szerokość 9 m, a zanurzenie 1,72 m.
Załoga okrętów liczy 53 osoby. Autonomiczność jednostek wynosi 7 dób.

### Uzbrojenie

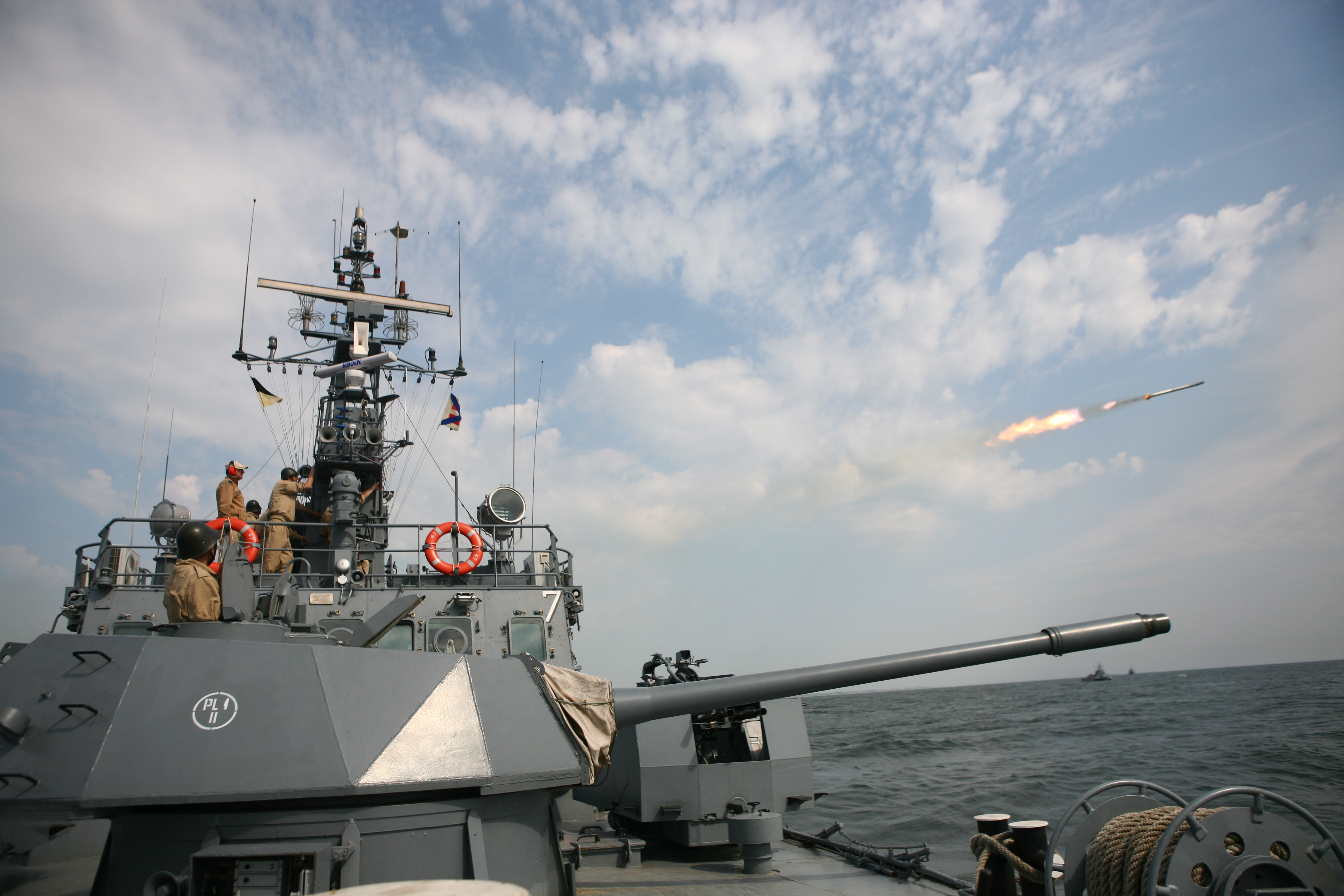
Dziobowa wieża monitora „Lascar Catargiu”

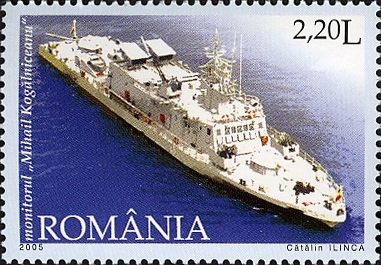
Monitor na znaczku pocztowym, z wysuniętymi wyrzutniami rakiet niekierowanych

Główne uzbrojenie artyleryjskie stanowią dwie armaty kalibru 100 mm D-10T2G w wieżach typu czołgowego z ekranowanym pancerzem. Do ostrzeliwania celów lądowych służą ponadto dwie 40-prowadnicowe wyrzutnie niekierowanych pocisków rakietowych BM-21 kalibru 122 mm, zaadaptowane z samobieżnych wyrzutni APR-40. Wyrzutnie są hydraulicznie chowane do nadbudówki i mogą być ponownie przeładowane. Zasięg pocisków sięga 20 km.
Uzbrojenie przeciwlotnicze stanowią cztery działka kalibru 30 mm M53 w dwóch dwulufowych odkrytych stanowiskach na bokach pokładu nadbudówki. Ponadto okręty mają osiem karabinów maszynowych kalibru 14,5 mm w dwóch poczwórnie sprzężonych odkrytych stanowiskach, stanowiących morską wersję zestawu ZPU-4, umieszczonych po bokach na pokładzie za wieżą dziobową. Uzupełniają je dwie czteroprowadnicowe wyrzutnie pocisków przeciwlotniczych bardzo bliskiego zasięgu samonaprowadzających się na podczerwień Strzała-2M na dachu nadbudówki, po bokach masztu, z zapasem 32 pocisków.

### Napęd
Napęd stanowią dwa silniki wysokoprężne H165 o mocy łącznej 3200 KM (2350 kW). Według informacji rumuńskich silniki mają moc po 2200 KM. Okręty rozwijają prędkość maksymalną 33 km/h, albo 32 km/h według informacji marynarki rumuńskiej. Zasięg pływania wynosi 1000 km.

## Służba

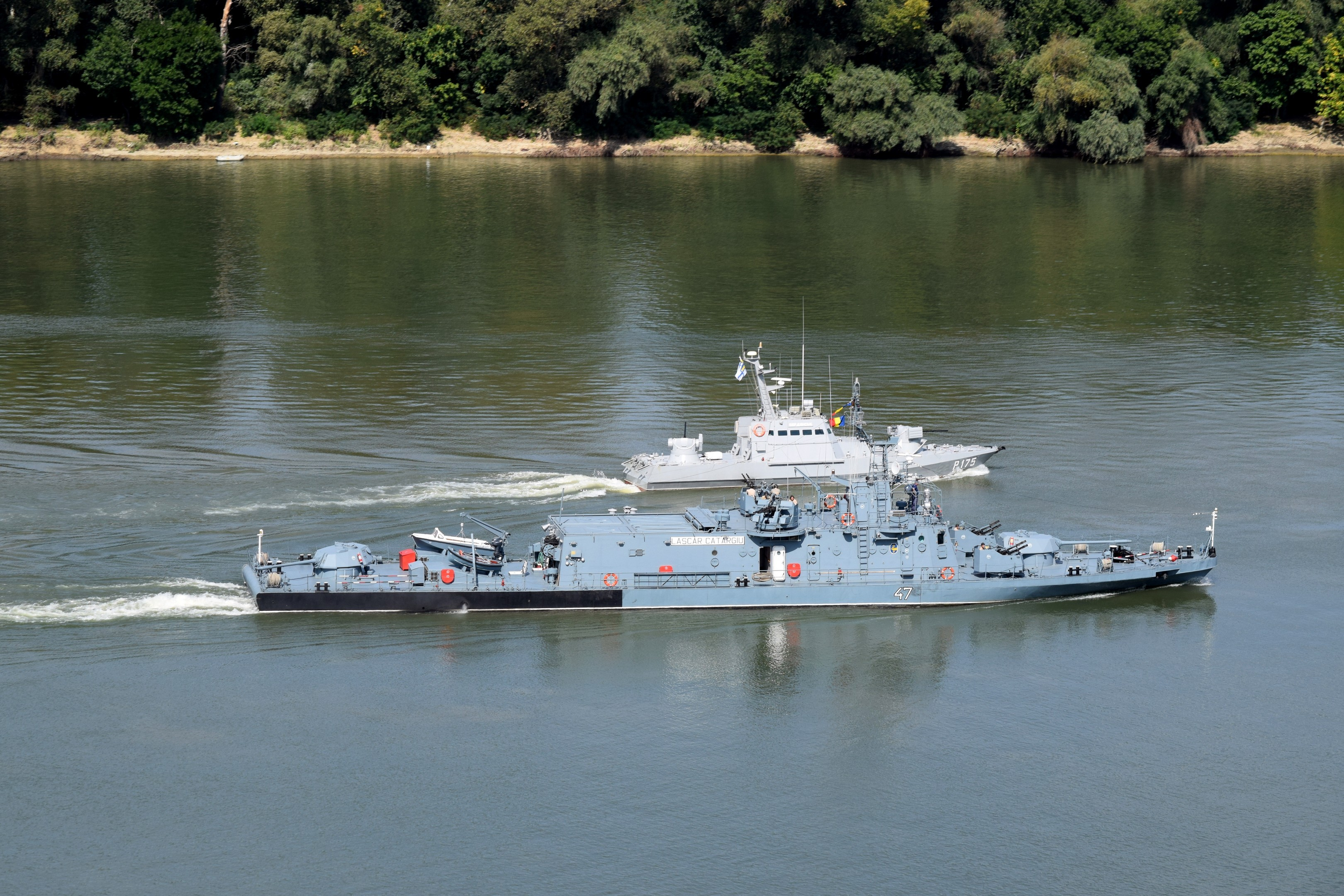
„Lascar Catargiu” podczas ćwiczeń z marynarką Ukrainy w 2018

Okręty od 1995 roku weszły w skład nowo utworzonego 67 Dywizjonu Monitorów w bazie Braiła, należącego do 24 Brygady Rzecznej Flotylli Dunajskiej (Flotila de Dunăre). Od 2001 roku monitory należą do 67 Dywizjonu Okrętów Artyleryjskich, tworząc jego I sekcję monitorów. Sam dywizjon jest częścią Flotylli Rzecznej im. Mihaila Kogălniceanu. Od 2018 roku 67 Dywizjon przybrał imię komandora Virgila Alexandru Dragaliny (rum. Divizionul 67 Nave Purtătoare de Artilerie „Comandor Virgil Alexandru Dragalina”).